# Peter Hederstedt
Lars Peter Mikael Hederstedt, född 29 augusti 1963 i Skövde är en svensk officer i Armén.

## Biografi
I januari 2018 tillträdde Peter Hederstedt som chef för Militärregion Väst. Staben för Militärregion Väst avskiljdes 2020 från Skaraborgs regemente och underställdes direkt chefen insatsledningen i Högkvarteret. Peter Hederstedt kom då närmast från Högkvarteret där han varit chef för den enhet som är ansvarig för Försvarsmaktens internationella relationer. Han gjorde sin värnplikt och reservofficersutbildning på Gotlands regemente. Kort därefter flyttade han till Livregementets husarer i Karlsborg och blev yrkesofficer. Där var han bland annat delaktig i att starta specialförbanden och avslutade som chef för Särskilda operationsgruppen. Peter Hederstedt har även tjänstgjort på insatsstaben och i Paris på EU:s operativa högkvarter samt gjort ett antal internationella insatser i Mellanöstern, Balkan, Asien och Afrika. År 2020 förlängdes hans förordnande som chef för Västra militärregionen, dock längst till den 31 december 2023. År 2023 förlängdes hans förordnande, dock längst till den 31 augusti 2024.
Peter Hederstedt är son till tidigare överbefälhavaren Johan Hederstedt.

## Utmärkelser
- H.M. Konungens medalj i guld av 8:e storleken i Serafimerordens band (2020) för förtjänstfulla insatser som H.M. Konungens adjutant.[6]